# گوزنچه خاکستری
گوزنچه خاکستری (نام علمی: Mazama gouazoubira) نام یک گونه از سرده گوزنچه است.